# نادي الكتب (برنامج إذاعي)
نادي الكتب هو برنامج شهري، ابتكرته أوليفيا سيليجمان واستضافه جيم نوتي وتم بثه على راديو بي بي سي 4. يتم فيه اختيار رواية كل شهر، ويدعى مؤلفها لمناقشتها. يتم الإعلان عن عنوان العمل المختار للتسجيل التالي في نهاية كل بث؛ يسمح هذا للمستمعين بقراءة الكتاب مقدمًا، وأولئك الذين يحضرون التسجيل لإعداد الأسئلة التي يمكنهم بعد ذلك طرحها على المؤلف.